# ラインハルト・カイザー
ラインハルト・カイザー（Reinhard Keiser, 1674年1月9日 - 1739年9月12日）は、ドイツ盛期バロック音楽の作曲家。ハンブルクを拠点に活躍した。約100曲の歌劇を作曲して人気を集め、1745年に音楽評論家ヨハン・アドルフ・シャイベから、クーナウや、ハンブルクゆかりのヘンデルとテレマンと並ぶ巨匠に数えられたが、大方その作品は長年にわたって忘れられてきた。

## 生涯
ヴァイセンフェルス地方トイヒェルンの出身。父親はオルガン奏者で教師のゴットフリート・カイザー。地元で父親以外のオルガニストから音楽教育を受けた後、11歳からライプツィヒのトーマス学校でシェッレやクーナウの薫陶を受ける。
1694年にブラウンシュヴァイク＝ヴォルフェンビュッテル侯の宮廷作曲家となるものの、すでに1692年には同地を訪れ、1691年に設立された1200人を収容する歌劇場で、有名なオペラを研究していた。同地で最初の歌劇《ケファルスとプロクリス Cephalus　und Procris》に取り掛かるとともに、ヨハン・マッテゾンの著作によると、同時期にハンブルクで歌劇《アルカディアのバシリウス Basilius in Arkadien》が「拍手のうちに大成功を収めた」。この頃がカイザーにとって実り豊かな時期であり、ヴォルフェンビュッテル市の用途に応じて、歌劇のほかに、アリアやデュエット、カンタータ、セレナーデ、教会音楽やオラトリオの大作、劇付随音楽なども手がけた。
1697年ごろよりハンブルクに永住し、きわめて名高い「ゲンゼマルクトオーパー」（ハンブルク市立歌劇場の前身）の首席作曲家を1717年まで勤めた。1718年にゲンゼマルクトオーパーが崩壊すると、ハンブルクを去って余所に職を求め、テューリンゲンやシュトゥットガルトを訪れた。《フルート、ヴァイオリンと通奏低音のためのトリオ・ソナタ》の自筆譜はこの時期にさかのぼる。1721年の夏の間ハンブルクに戻るが、わずか数週間後には、ハンブルクの歌劇団と共に大慌てでコペンハーゲンに脱出する。カイザーの不在中に、ハンブルク市長によって採用されたテレマンの影響力が増していたからかもしれない。
1721年から1727年にかけて、カイザーはハンブルクとコペンハーゲンを行き来するうち、デンマーク王室礼拝堂の宮廷楽長の称号を獲得している。ハンブルクの歌劇団が崩壊すると、カイザーはまたもやハンブルクに戻るが、歌劇場運営の変化によって、カイザーが過去の栄光を取り戻すことは困難になっていた。この頃や、1722年から1734年までの歌劇は3点が残っているにすぎない。1728年にハンブルク大聖堂のカントルに就任し、1739年に没するまでほとんど宗教曲を作曲した。テレマンとの個人的な関係は良好で、テレマンはカイザーのいくつかのオペラの上演に取り組んでいる。

## 主要作品
（特に言及がない限り全てハンブルク初演）
- Der königliche Schäfer oder Basilius in Arkadien (おそらくブラウンシュヴァイク初演 1693年)
- Cephalus und Procris (ブラウンシュヴァイク初演 1694年)
- Der geliebte Adonis (1697年)
- Der bei dem allgemeinen Welt-Frieden von dem Großen Augustus geschlossene Tempel des Janus (1698年)
- Die wunderbar errettete Iphigenia (1699年)
- Die Verbindung des großen Herkules mit der schönen Hebe (1699年)
- La forza della virtù oder Die Macht der Tugend (1700年)
- Störtebeker und Jödge Michels (2 sections, 1701年)
- Die sterbende Eurydice oder Orpheus (2 sections, 1702年)
- Die verdammte Staat-Sucht, oder Der verführte Claudius (1703年)
- Der gestürzte und wieder erhöhte Nebukadnezar, König zu Babylon(1704年)
- Die römische Unruhe oder Die edelmütige Octavia (1705年)
- Die kleinmütige Selbst-Mörderin Lucretia oder Die Staats-Torheit des Brutus (1705年)
- Die neapolitanische Fischer-Empörung oder Masaniello furioso (1706年)
- Der angenehme Betrug oder Der Carneval von Venedig (1707年)
- La forza dell'amore oder Die von Paris entführte Helena (1709年)
- Desiderius, König der Langobarden (1709年)
- Der durch den Fall des großen Pompejus erhöhete Julius Caesar (1710年)
- Der hochmütige, gestürzte und wieder erhabene Croesus (1710年、改訂版の上演は 1730年)
- L'inganno fedele oder Der getreue Betrug (1714年)
- Fredegunda (1715年)
- L'Amore verso la patria oder Der sterbende Cato (1715年)
- Das zerstörte Troja oder Der durch den Tod Helenens versöhnte Achilles (1716年)
- Die großmütige Tomyris (1717年)
- Jobates und Bellerophon (1717年)
- Ulysses (コペンハーゲン 1722年)
- Bretislaus oder Die siegende Beständigkeit (1725年)
- Der lächerliche Printz Jodelet (1726年)
- Lucius Verus oder Die siegende Treue (1728年)

## 参照
- ラインハルト・カイザー協会